# Trisomie 14
Die Trisomie 14 ist eine durch das dreifache (trisome) Vorliegen von Erbmaterial von Chromosom 14 verursachte Behinderung auf der Grundlage einer Genommutation.

## Häufigkeit
Mädchen werden häufiger als Jungen mit Trisomie 14 geboren. Lebendgeburten sind jedoch selten, da die meisten Kinder bereits im Verlauf der Schwangerschaft sterben, sodass es häufig schon in frühen Stadien zu einer Fehlgeburt kommt. Bei einer Untersuchung von 776 fehlgeborenen Feten konnte bei 15 von ihnen eine Trisomie 14 nachgewiesen werden. Seit der Erstbeschreibung sind über 20 Fallbeispiele lebender Kinder mit Trisomie 14 dokumentiert worden.

## Formen
- Partielle Trisomie 14: Die meisten lebenden Kinder mit Trisomie 14 haben diesen Typus, bei dem ein Chromosomenabschnitt von einem der beiden Chromosomen 14 verdreifacht vorliegt. Die Chromosomen sind zwar wie üblich zweifach in allen Körperzellen vorhanden, allerdings ist ein Teil (Part) eines der beiden Chromosomen 14 verzweifacht, wodurch eines der Chromosomen etwas länger ist als das andere. Die Erbinformationen in diesem Abschnitt liegen somit insgesamt dreifach vor.

- Mosaik-Trisomie 14: Zweithäufigster Typus der Trisomie 14 bei lebenden Kindern. Hier liegt nicht in allen Körperzellen das ganze Chromosom 14 oder ein Teil davon dreifach vor, sondern gleichzeitig gibt es eine Zelllinie mit dem üblichen diploiden Chromosomensatz. Das Vorliegen mehrerer Karyotypen innerhalb eines Organismus wird in der Genetik als Mosaik bezeichnet.

- Freie Trisomie 14: Typus, bei dem in allen Körperzellen Chromosom 14 komplett dreifach vorliegt.

- Translokations-Trisomie 14: Typus, bei dem in allen Körperzellen das Chromosom 14 dreifach vorliegt. Eines der drei Chromosomen 14 oder ein Teil davon hat sich jedoch an ein anders Chromosom angelagert. Dieser „Ortswechsel“ eines Chromosoms oder eines Chromosomenstücks wird in der Genetik als Translokation bezeichnet.

## Symptome
Die Merkmale von Kindern mit Trisomie 14 sind variabel, was u. a. vom Prozentsatz der trisomen Zellen (bei Mosaik-Trisomie) und/oder dem trisomen Chromosomenabschnitt (bei partieller Trisomie) abhängig zu sein scheint. Dies ist von Kind zu Kind verschieden, sodass Verallgemeinerungen nicht möglich sind. Nicht bei allen Kindern liegen alle Merkmale bzw. alle Merkmale in gleich starker Ausprägung vor. Zu den häufigsten Besonderheiten zählen:
- während der Schwangerschaft ungewöhnlich große Menge Fruchtwasser (Polyhydramnion)
- gehäuft Frühgeburtlichkeit (vor vollendeter 37. Schwangerschaftswoche)
- verzögertes Wachstum (bereits während der Schwangerschaft), psychomotorische Entwicklungsverzögerung
- gelegentlich asymmetrisches Wachstum (Körperasymmetrie, z. B. verschiedene Längen der Extremitäten, Verschiebung der Hüften)
- Überlappende Finger oder Zehen
- Herzfehler (überdurchschnittlich häufig Fallot-Tetralogie)
- vergleichsweise kleiner Kopf (Mikrocephalie) mit prominenter Stirn und besonders geformten, tief ansetzenden Ohren, breitem Nasenrücken und gelegentlich Gesichtsasymmetrie
- langes Philtrum (Kuhle zwischen Nase und Oberlippe), Gaumenspalte, ungewöhnlich gewölbter Gaumen, kleiner Unterkiefer (Mikrognatie), vorstehender Oberkiefer, große Mundöffnung mit vollen Lippen (kann zu Mundschlussschwierigkeiten führen)
- tief liegende, kleine, vergleichsweise weit auseinanderstehende Augen (Hypertelorismus) mit schmalen Lidspalten, leichtes Herabhängen der oberen Augenlider (Ptosis), lichtdurchlässiger Film über den Augen
- breiter Nasenrücken
- Hyperpigmentierung der Haut (Vermehrte Bildung oder Ablagerung von Hautfarbstoffen, was zu einer gesteigerten Färbung der Haut führt)
- Besonderheiten im Urogenitaltrakt bei Jungen: kleiner Penis, Kryptorchismus (Unterform des Hodenhochstandes)
- Niereninsuffizienz
- kognitive Behinderung unterschiedlichen Schweregrades

## Diagnose
Vorgeburtlich (pränatal) kann durch Auffälligkeiten im Ultraschall das Vorliegen einer Trisomie 14 beim Kind vermutet werden. Die Freie Trisomie 14 sowie die Mosaik-Trisomie 14 sind prinzipiell durch invasive Diagnostikmethoden wie die Amniozentese oder die Chorionzottenbiopsie diagnostizierbar. Insbesondere bei der Chorionzottenbiopsie sind hierbei auch Fehler möglich: So berichteten Hahneman und von Vejerslev 1997 beispielsweise von drei Fällen von Trisomie 14 bei Chorionzottenbiopsien: Bei zweien lag kein Zellmosaik vor, bei einem schon. Alle drei Befunde betrafen lediglich die Plazenta und konnten bei der Untersuchung der Zellen der drei Kinder nicht nachgewiesen werden. Zur Diagnose der partiellen Trisomie 14 ist eine Locus-Sonde nötig.
Nachgeburtlich (postnatal) kann eine Verdachtsdiagnose durch die Auswertung charakteristischer körperlicher Merkmale gestellt werden, die durch eine Chromosomenanalyse bestätigt oder ausgeschlossen werden kann.

## Therapie
Die ursächliche Heilung der Trisomie 14 ist aufgrund der chromosomalen Ursache nicht möglich, sodass die Behandlung der gesundheitlich relevanten Symptome (z. B. operative Korrektur der Herzfehler) im Vordergrund steht. Heilpädagogische Frühförderung ist hilfreich für die Entwicklung der Kinder.